# Кафяви въглища
Кафявите въглища са вид въглища с по-висока калоричност (2500 – 5000 kcal) в сравнение с лигнитните въглища.
В сравнение с лигнитните съдържат по-малко влага (15 – 20%). Кафявите въглища се използват за отопление и за производство на електроенергия.

## Кафяви въглища в България
Запасите на кафяви въглища в България възлизат на около 300 млн. тона. Те имат палеогенска възраст. Бобовдолският басейн е с най-големи запаси – около 190 млн. тона или 60% от запасите на кафяви въглища в страната. Въглищните пластове са на дълбочина до 700 m. Това налага подземния им добив. Благодарение на тях функционира ТЕЦ „Бобовдол“.
Непосредствено след Освобождението започва експлоатацията на Пернишкия басейн. Въглищата му се използват за производство на електроенергия в ТЕЦ „Република“.
Около 18% от запасите на кафяви въглища се намират в мина „Черно море“ край село Рудник, област Бургас.
Други находища са край Николаево, село Брежани, както и в Разложкия и Кюстендилския басейн, които са с неогенска възраст.